# NStB – Neustadt bis Theresienstadt
Die NStB – Neustadt bis Theresienstadt waren Dampflokomotiven der k.k. Nördlichen Staatsbahn (NStB) Österreich-Ungarns.
Die 17 Lokomotiven wurden von Cockerill in Seraing/Belgien 1845 bis 1846 geliefert.
Sie hatten die für ihre  Zeit typischen schräg liegenden Zylinder, um die freie Beweglichkeit des Drehgestells nicht einzuschränken.
Der Stanitzel-Rauchfang deutet auf Holzfeuerung hin.
Die NStB gab ihnen die Namen NEUSTADT, LITTAU, MÄHREN, MÜGLITZ, IGLAU, STEFANAU, LUKAWETZ, HOCHSTEIN, WILDENSCHWERT, LANDSKRON, TRIEBITZ, BRANDEIS, KOLIN, KÖNIGGRÄTZ, PARDUBITZ, LEITMERITZ und THERESIENSTADT sowie die Betriebsnummern 29–45.
Als 1855 die NStB an die StEG verkauft wurde, erhielten die Maschinen die Betriebsnummern 27–43.
Alle Fahrzeuge wurden vor 1873 ausgemustert.